# ألبرت رييس
ألبرت رييس هو لاعب كرة قدم أندوري، ولد في 24 مارس 1996 في إسكالديس أنجوردني في أندورا.

## وصلات خارجية
- ألبرت رييس على موقع الاتحاد الأوربي (الإنجليزية)
- ألبرت رييس على موقع قاعدة بيانات كرة القدم.إي يو (الإنجليزية)
- ألبرت رييس على موقع ناشيونال فوتبول تيمز (الإنجليزية)
- ألبرت رييس على موقع Soccerbase.com (لاعب) (الإنجليزية)
- ألبرت رييس على موقع Soccerway.com (الإنجليزية)
- ألبرت رييس على موقع عالم كرة القدم.نت (الإنجليزية)